# Szakállasdombó község
Szakállasdombó község (románul: Comuna Dumbrăvița) község Máramaros megyében, Romániában. Központja Szakállasdombó, beosztott falvai Felsősándorfalu, Kékesoroszfalu, Kővárfüred, Magyarkékes, Oláhkékes.

## Népessége
A 2011-es népszámlálás adatai alapján a község népessége 4372 fő volt.